# I Dream of Jeannie
I Dream of Jeannie is een Amerikaanse fantasykomedietelevisieserie. De serie werd oorspronkelijk uitgezonden door NBC van september 1965 tot mei 1970 met in totaal 139 afleveringen. De eerste 30 afleveringen waren in zwart-wit, de rest in kleur.
De titel is een Engelse woordspeling op genie (= een Djinn - geest in de fles). De serie draait om een vrouwelijke djinn die de wensen van haar meester moet vervullen.

## Verhaal
In de pilotaflevering belandt astronaut kapitein Tony Nelson van de US Air Force op een onbewoond eiland nadat zijn ruimtecapsule afwijkt van de geplande route. Hij vindt hier een vreemde fles. Wanneer hij de fles opent, komt Jeannie, een vrouwelijke djinn (geest) tevoorschijn. Tony is eerst geschokt, maar beseft al snel dat hij zijn voordeel kan doen met deze djinn. Aanvankelijk kan hij haar niet verstaan, tot hij wenst dat ze Engels spreekt. Ook wenst hij gered te worden van het eiland.
Jeannie, die 2000 jaar opgesloten heeft gezeten in de fles, wordt op slag verliefd op Tony. Ze zorgt ervoor dat hij het uitmaakt met zijn vriendin, de dochter van een generaal, en probeert hem vervolgens voor haar te winnen. Tony houdt Jeannie aanvankelijk zo veel mogelijk in haar fles, maar staat uiteindelijk toe dat ze een leven voor zichzelf krijgt. Haar leven draait echter voornamelijk om hem. Haar verliefdheid, gecombineerd met het feit dat Tony haar meester is, maken dat ze Tony altijd tevreden probeert te houden. Hiervoor gebruikt ze te pas en te onpas haar magie, wat tot veel onverwachte situaties leidt waarin Tony vaak grote moeite moet doen om Jeannies bestaan verborgen te houden. Tony trekt vooral de aandacht van de psychiater Dr. Alfred Bellows, die keer op keer probeert te bewijzen dat Tony iets verbergt.
Later in de serie ontdekt Tony’s collega Roger Healey het bestaan van Jeannie, en probeert haar krachten een paar keer te gebruiken voor zijn eigen doeleinden. Desondanks respecteert hij Tony’s status als Jeannies meester.
In het derde seizoen blijkt Jeannie een zus te hebben (ook Jeannie genaamd), die Tony een paar keer voor zich probeert te winnen. Aan het begin van het vijfde seizoen wordt Jeannie door haar oom Sully opgeroepen om koningin te worden van Basenji, het land van haar familie. Deze wil dat Tony trouwt met Jeannie om zo de eer van Basenji hoog te houden. Ook wil hij dat Tony de ambassadeur van een vijandig land, Kasja, ombrengt. Tony weigert iemand te doden en wil eerst niets van een huwelijk weten, maar beseft dan hoeveel hij van Jeannie is gaan houden. De twee trouwen en Tony is eindelijk bereid Jeannie aan iedereen voor te stellen. Alleen het feit dat ze magische krachten heeft blijft een geheim tussen hen.

## Cast

### Vaste personages
- Jeannie — Barbara Eden
- Captain/Major Anthony "Tony" Nelson — Larry Hagman
- Captain/Major Roger Healey — Bill Daily
- Dr. Alfred Bellows — Hayden Rorke
- Amanda Bellows (Dr. Bellows' vrouw) (1966-1970) — Emmaline Henry

### Bijpersonages
- Gen. Wingard Stone (1965) - Philip Ober
- Gen. Martin Peterson (1965–1969) — Barton MacLane
- Gen. Winfield Schaeffer (1969–1970) — Vinton Hayworth
- Jeannies zus — Barbara Eden
- Jeannies moeder — Barbara Eden (vierde seizoen)
- Haji - Abraham Sofaer

### Gastrollen
| - Edward Andrews - Michael Ansara - Lou Antonio - Hoyt Axton - Jim Backus - Carl Ballantine - Milton Berle - Whit Bissell - Shirley Bonne - Tommy Boyce & Bobby Hart - Spring Byington - Karen Carlson - Judy Carne - Jack Carter - Ted Cassidy - Fred Clark - Dabney Coleman - Jackie Coogan - Severn Darden - Sammy Davis, Jr. - Richard Deacon - Bob Denver - Jane Dulo - Mike Farrell | - Farrah Fawcett - Joe Flynn - Bernard Fox - Kathleen Freeman - George Furth - Ned Glass - Pedro Gonzalez-Gonzalez - Harold Gould - Rosey Grier - Ann Morgan Guilbert - Bob Hastings - Don Ho - Robert Hogan - Arte Johnson - Richard Kiel - Nancy Kovack - Kay E. Kuter - Ronald Long - Paul Lynde - Arlene Martel - Groucho Marx - Ron Masak - Ruth McDevitt - John McGiver | - Sid Melton - Richard Mulligan - Billy Mumy - J. Carroll Naish - J. Pat O'Malley - Alan Oppenheimer - Gary Owens - Woodrow Parfrey - Butch Patrick - Noam Pitlik - Jerry Quarry - Teddy Quinn - Don Rickles - Benny Rubin - Dick Sargent - George H. Schlatter - Reta Shaw - William Smith - Phil Spector - Larry Storch - Hilarie Thompson - Joan Tompkins - Carol Wayne - Jesse White |

## Achtergrond

### Productie
De serie werd bedacht en geproduceerd door Sidney Sheldon als reactie op het grote succes van de serie Bewitched, welke in 1964 zijn debuut maakte. Sheldon liet zich voor de serie inspireren door de film The Brass Bottle, met in de hoofdrollen Tony Randall, Barbara Eden, en Burl Ives. Zowel I Dream of Jeannie als Bewitched waren producties van Screen Gems.
Toen het casten begon, kon Sheldon geen actrice vinden die de rol van Jeannie kon vertolken op de manier die hij in gedachten had. Hij had zich in elk geval voorgenomen geen blonde actrice te nemen, omdat het personage dan te veel zou lijken op de blonde heks uit Bewitched. Na veel mislukte audities nam hij contact op met Barbara Edens agent.
Het kostuum voor Jeannie werd gemaakt door kostuumontwerper Gwen Wakeling. De producers kregen te horen dat Jeannies navel nooit zichtbaar mocht zijn, en dat duidelijk moest worden gemaakt dat Jeannie in haar fles sliep omdat ze in huis woonde met een ongetrouwde man. Tijdens de eerste 11 afleveringen was Barbera Eden zwanger, dus droeg ze sluiers om haar buik te verbergen. Verder werd zo veel mogelijk alleen haar bovenlijf getoond in de scènes.
Toen NBC in 1965 begon met zijn meeste programma’s in kleur uit te zenden, was I Dream of Jeannie een van de weinige shows die in zwart-wit bleef. Dit vanwege de speciale fotografische effecten die werden gebruikt om Jeannies magie te tonen. Toen het tweede seizoen begon was de techniek hiervoor echter genoeg verbeterd om de visuele effecten ook in kleur te kunnen filmen.
Jeannies fles was niet speciaal voor de show bedacht. De fles was gemaakt door Roy Kramer voor de Wheaton Bottle Company. Hoeveel verschillende flessen er in de serie gebruikt zijn weet niemand, maar geschat wordt zes tot acht.
Sidney Sheldon was zelf niet van plan om Tony en Jeannie ooit te laten trouwen. NBC dreigde na vier seizoenen echter de serie stop te zetten als dit niet gebeurde, ondanks protesten van Sheldon en de cast. Daarom vond het huwelijk plaats in seizoen vijf. Desondanks werd de serie na seizoen vijf toch stopgezet.

### Oorsprong van Jeannie
De oorsprong van Jeannie werd een paar keer aangepast in de serie. In het eerste seizoen werd verteld dat ze ooit een mens was, maar in een djinn werd veranderd door de Blauwe Djinn toen ze weigerde met hem te trouwen. In het tweede seizoen werd deze oorsprong ook aangehouden.
Later in de serie, met name toen Jeannies familieleden hun intrede begonnen te doen, werd vermeld dat Jeannie als djinn geboren is.

### Verhaallijnen
De serie bevatte enkele lange verhaallijnen van meerdere afleveringen, vaak als onderdeel van een wedstrijd. Tijdens het tweede seizoen werd bijvoorbeeld een dubbele aflevering uitgezonden die draaide om Jeannies verjaardag. Aan het eind van de eerste aflevering werd de kijkers gevraagd of zij Jeannies verjaardag konden raden. Het juiste antwoord volgde in de aflevering erop. In het derde seizoen werd een verhaal van vier afleveringen uitgezonden, waarin Jeannies fles per ongeluk in een kluis terechtkomt en de kijkers mochten proberen te raden wat de cijfercombinatie was.

### Muziek
De titelsong van het eerste seizoen was een instrumentaal jazznummer geschreven door Richard Wess. In het tweede seizoen werd deze vervangen door een lied getiteld "Jeannie", gecomponeerd door Hugo Montenegro met teksten door Buddy Kaye.
Het derde en vierde seizoen van de serie bevatten een instrumentaal nummer gecomponeerd door Hugo Montenegro, welke vooral als achtergrondmuziek werd gebruikt tijdens buitenscènes.

## Spin-offs
- Hanna-Barbera Productions produceerde van september 1973 tot 1975 een animatieserie getiteld Jeannie. Hierin geeft Jeannie onder andere les aan een andere djinn, Babu.
- Er werden twee reüniefilms over de serie gemaakt. I Dream of Jeannie: 15 Years Later (1985) en I Still Dream of Jeannie (1991). Hagman wilde niet meewerken aan de eerste film, dus werd de rol van Tony gespeeld door Wayne Rogers.
- Geruchten dat er een speelfilm gebaseerd op de serie zal komen doen zich al jaren ronde in Hollywood. Jessica Alba, Halle Berry, Amanda Bynes, Jessica Simpson, Mandy Moore, Paris Hilton, Keira Knightley, Valeria Mazza, Parminder Nagra, Reese Witherspoon, Jenna Elfman, Lindsay Lohan, en Lisa Kudrow zijn allemaal al eens aangewezen als mogelijke actrice om de rol van Jeannie te vertolken in een film.
- Referenties naar de serie zijn in tal van films en televisieseries terug te vinden.